# 萊氏鰟鮍
萊氏鰟鲏（学名：Rhodeus rheinardti）为輻鰭魚綱鯉形目鱊科的其中一種，分布於亞洲越南安南及順化，棲息在池塘、田野或溝渠，繁殖期時，雌魚將卵產在雙殼貝體內，在那裡孵化，幼魚則留在其中直到會游泳。